# O. H. Adsit
Ohlin H. Adsit (1855-1909) foi um corretor e político do Alasca, sendo prefeito de Juneau entre 1902-1904. Adsit veio para o Alasca, originalmente buscando o sucesso do Klondike Gold Rush (Corrida do Ouro), no final dos anos 1890.
Ele foi o autor do Malony v. Adsit, um caso da Suprema Corte dos Estados Unidos, que envolvia um pedaço de terra de Juneau. O caso, inicialmente julgado pelo juiz Arthur K. Delaney (que mais tarde iria preceder Adsit como prefeito de Juneau) em 10 de agosto de 1897, foi favorável a Adsit. O recurso, no entanto, acabou levando o caso para a Suprema Corte.